# Listă de pictori basci
Aceasta este o listă de pictori basci.

## L
- Jesús Mari Lazkano

## O
- Jenaro de Urrutia Olaran

## Z
- Ignacio Zuloaga